# Isla de la princesa Cristina
La Isla de la princesa Cristina es una isla ubicada en el río Guadalquivir, dentro de la provincia de Sevilla y a menos de un kilómetro del embalse de Peñaflor, en la desembocadura del río Genil. La isla se formó por bifurcación del cauce fluvial, separando parte de la finca al norte por primera vez en 1981. Se consolida en su actual forma en 1997 según la fotometría aérea. Es una rara isla privada, una de las pocas existentes en el Guadalquivir. Según el catastro pertenece a la finca ribereña situada al norte de la isla de la cual proceden las tierras aisladas por el río. Según el SNCZI no forma parte del dominio público hidráulico (DPH).
La isla forma parte de rutas de turismo acuático y piragüismo que parten de Palma del Río. Debe su nombre a la princesa Cristina de Metternich. Es notable por la espesa vegetación que la cubre a pesar de su corta historia y de hallarse en zona inundable. Históricamente ha sido zona de pasto de ganado bovino y en los primeros años del siglo XXI albergó ganadería brava, pastando allí toros procedentes de la ganadería saltillo.
Cruzando el río Guadalquivir, al norte de la isla están los terrenos conocidos como El Llano, pertenecientes a La Vega de las Dueñas, al sur la finca ribereña llamada Soto Cortado. El caño que rodea la isla por el noreste es conocido localmente como El Caño de Alcapone, en referencia a un antiguo propietario de esta finca ribereña.

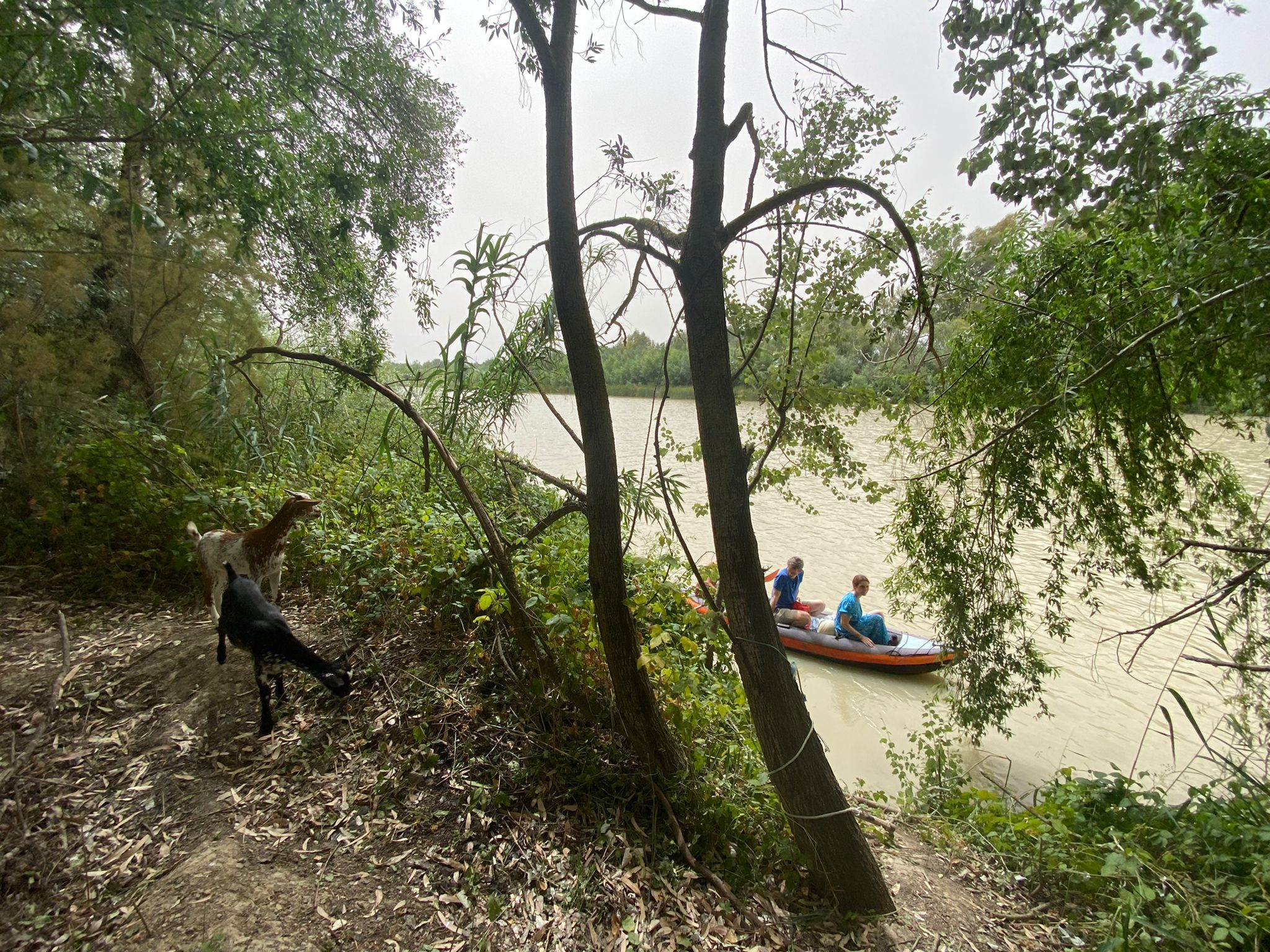
Isla de la Princesa Cristina 2021

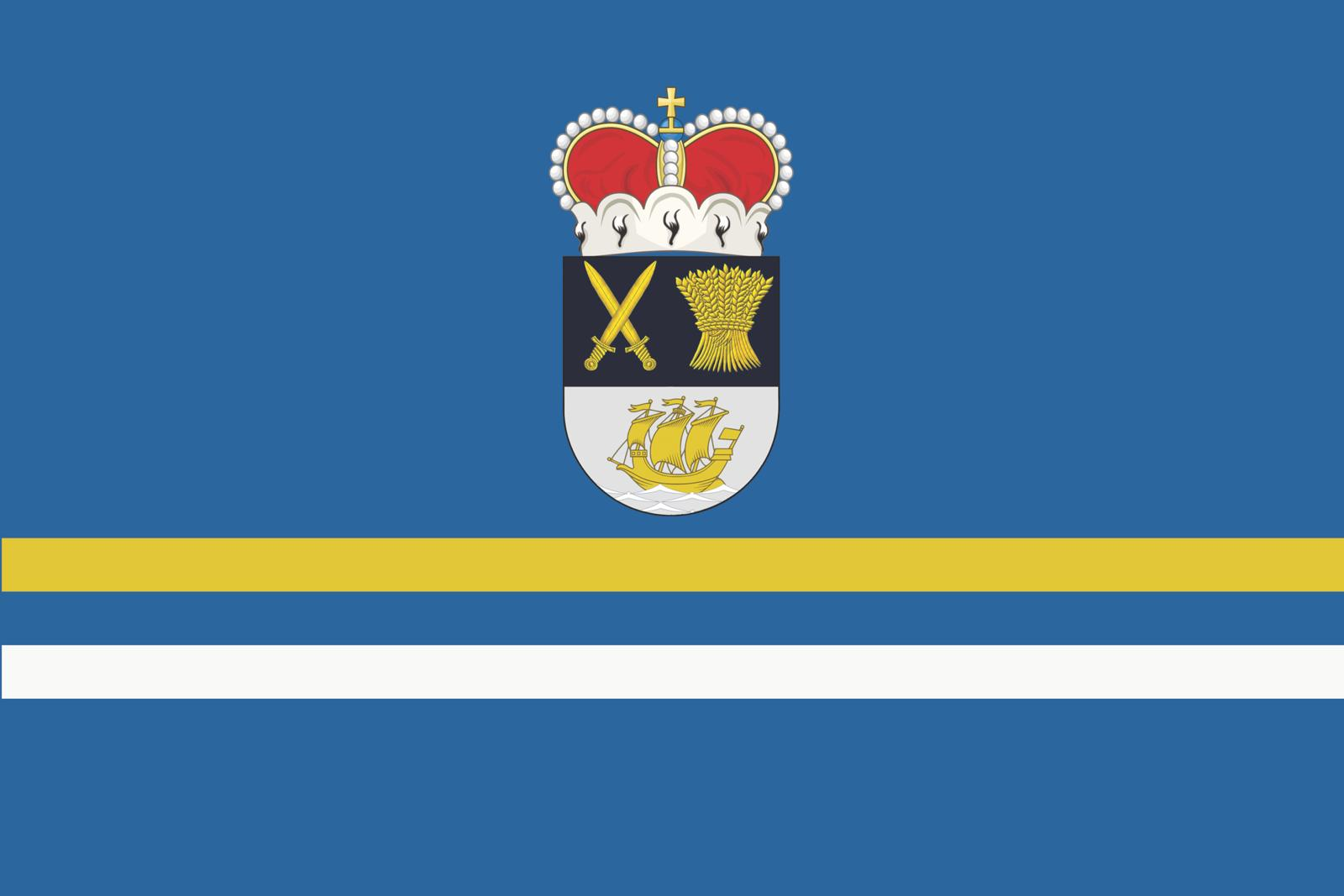
Bandera de la Isla de la princesa Cristina

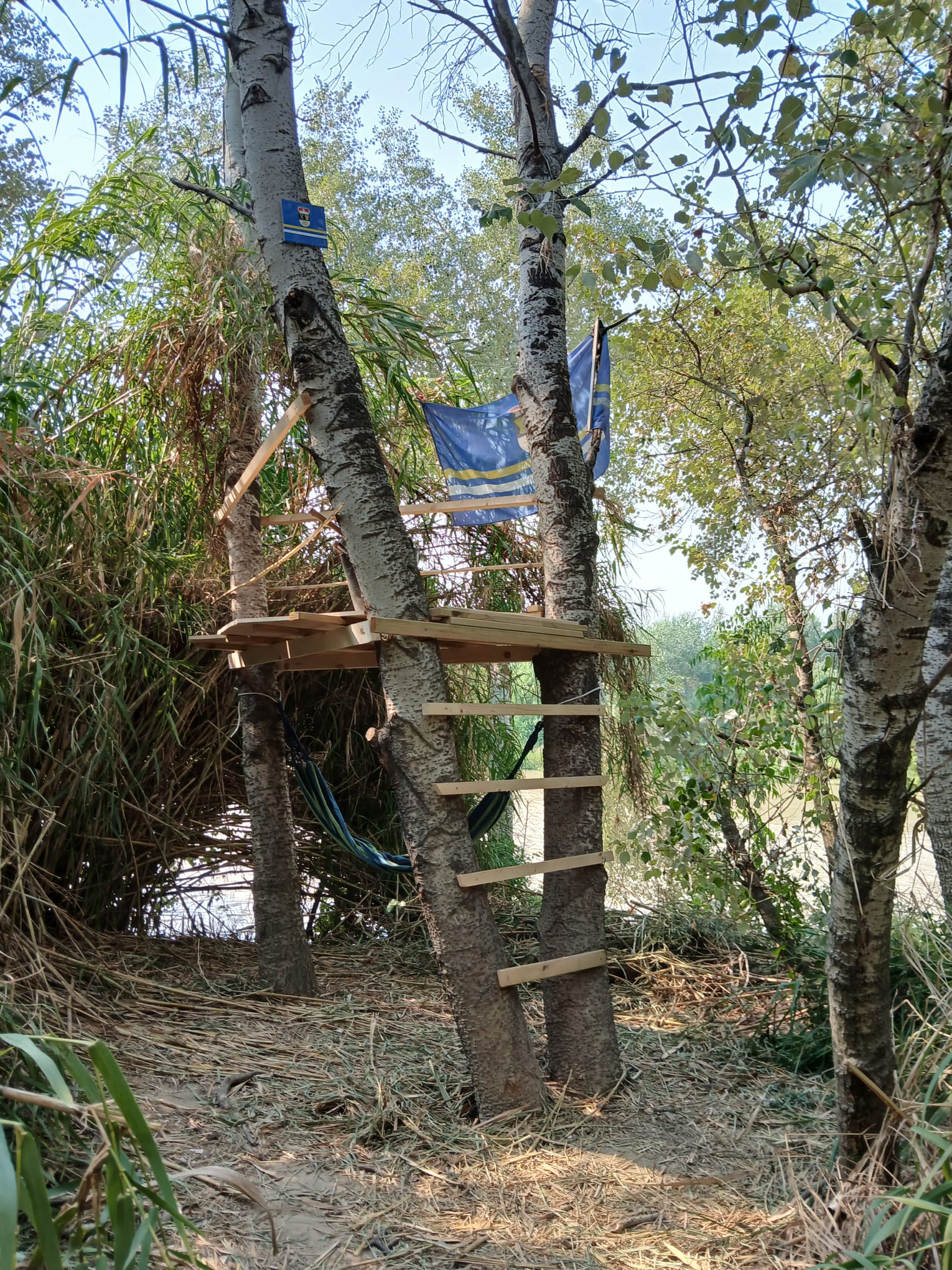
Isla de la princesa Cristina 2025

## Formación de la isla
Desde la construcción de la presa de Peñaflor el cauce del río comienza a alterarse y a bifurcarse entrando en terrenos de las fincas ribereñas. En 1956 se aprecia en la fotometría aérea como el río comienza a desbordarse por el norte inunando tierras de La Vega de las Dueñas. En 1981 este nuevo cauce se agranda desgajando una sección de la finca. Finalmente en 1997 se aprecia como el canal se ensancha y la isla se consolida, apareciendo vegetación.
En las imágenes más recientes SigPac 2020 se aprecia como este proceso de separación se está repitiendo una vez más con la formación de una península al norte de la isla que parece estar cerca de separarse de tierra, formando una tercera isla en un futuro.

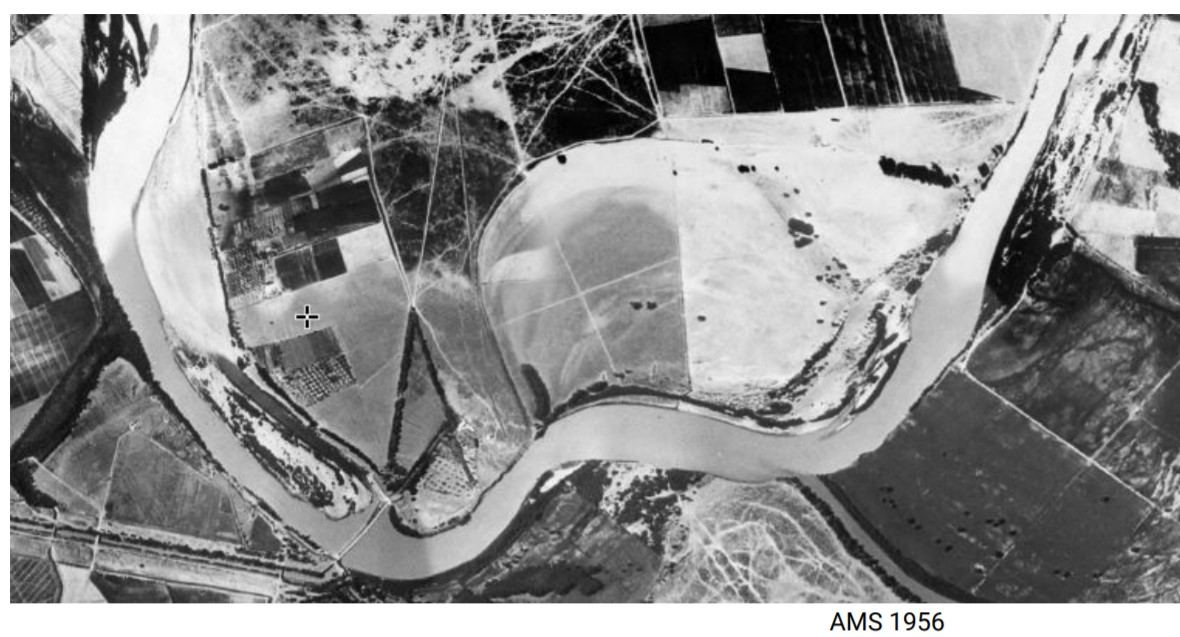
Isla de la princesa Cristina 1956

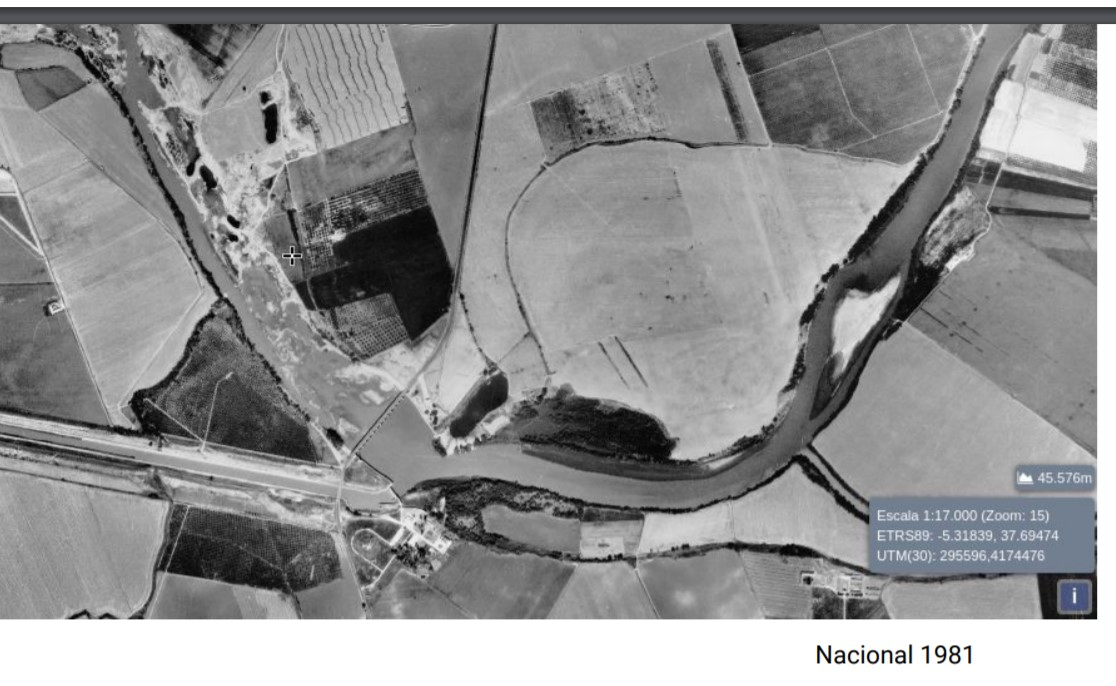
Isla de la princesa Cristina 1981

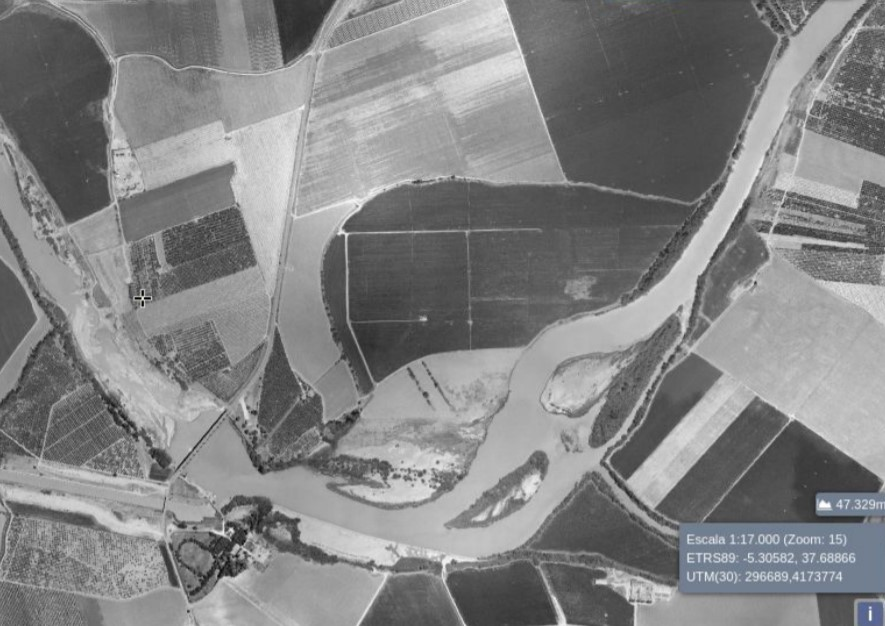
Isla de la princesa Cristina 1997

## Dominio Público Hidráulico
Según el SNCZI del Ministerio para la Transición Ecológica y el Reto Demográfico la isla de la princesa Cristina está parcialmente cubierta por una zona de importancia medioambiental. La isla no está incluida en el Dominio Público Hidráulico cartográfico ni ha sido tampoco deslindada como parte del mismo. En España el Proyecto Linde establece el alcance del DPH. Los cauces de los ríos son todos de dominio público. Las riberas y los márgenes tienen una zona de servidumbre de 5 metros y una zona de policía de 100 metros desde el punto de máxima crecida ordinaria de las aguas. De conformidad con el artículo 95 del Texto Refundido de la Ley de Aguas, corresponde a la Administración del Estado el apeo y deslinde de los cauces de dominio público hidráulico, que serán efectuados por los Organismos de cuenca, en este caso la Confederación Hidrográfica del Guadalquivir. Según el artículo 96 de la misma ley las márgenes de lagos, lagunas y embalses quedarán sujetas a las zonas de servidumbre y policía fijadas para las corrientes de agua.